# Leptogenys oresbia
Leptogenys oresbia är en myrart som beskrevs av Wilson 1958. Leptogenys oresbia ingår i släktet Leptogenys och familjen myror. Inga underarter finns listade i Catalogue of Life.